# 田島祐子
田島 祐子（たじま ゆうこ、1973年8月27日 - ）は、フリーアナウンサー（アール・エフ・ラジオ日本ニュースアナウンサー兼任、元テレビ新潟アナウンサー)。

## 人物
- 埼玉県浦和市（現さいたま市）出身。
- 身長:163 cm
- 埼玉県立浦和第一女子高等学校、東京女子大学文理学部英米文学科卒業。
- 1996年4月から2006年3月まで10年間、テレビ新潟のアナウンサーとして活動。
  - 在局中に、2003年度のNNNベストリポーター賞を受賞する。
- テレビ新潟退職後は、日テレイベンツ（旧日本テレビエンタープライズ）の関連会社であるニチエンプロダクションに所属し、フリーアナウンサーとして活動している。
- 趣味:スヌーピーグッズ集め、読書、スノーボード、ゴルフ、釣り。

## 来歴
- 大のスヌーピーグッズ好きで、同商品の大のコレクターマニアである（それに於いては、女子アナの中では一番と言われている）。又、スヌーピーを始めとする大のキャラクター好きでもある。
  - テレビ新潟の局アナ時代には、番組内でスヌーピー展の中継を自らリポートしたり、ミッフィーの作者であるディック・ブルーナの取材の為にオランダにも行ったことがある。
- テレビ新潟の局アナ時代
  - 夕方ワイド新潟一番のラーメンの旅の初代ラーメン娘となったことが契機でグルメ関係の取材が多くなり、その後も食に関するコーナーを担当するようになり、彼女が局アナをやっていた時代には、「新潟ローカルアナ一番のグルメ・リポート・アナウンサー」と言われた。
  - 1998年1月3日放送「欽ちゃんの第53回全日本仮装大賞」(日テレ)にテレビ新潟女性アナウンサーグループとして出場。作品名｢一休さんのパソコン｣は15点の得点を獲得。演技後、欽ちゃんとのトークでは、同局の略称がTNNからTeNYに変更されたことをPRしていた。
- テレビ新潟を退社してフリーになってからも、同局では毎年、『24時間テレビ 「愛は地球を救う」』の長岡会場のイベントのMCの他に、同局主催のイベント「ジュニアサイエンスアカデミー」にて司会を務めている。
- 2010年11月20日のTeNY30周年特別番組「TeNY博だよ!新潟一番!!」第2部(生放送)にて、フリーになってから初めての画面上での古巣復帰を果たした。

## 現在の出演番組
- アール・エフ・ラジオ日本 ニュースアナウンサー（毎週火・水曜日10時～18時内での担当）
- YOMIURI ONLINE 動画ニュースナレーター

## 過去の主な出演番組

### テレビ新潟在籍時代
- テレビ新潟
  - 『夕方ワイド新潟一番』
  - 『テレビグラフにいがた』
  - ニュース、天気予報
  - 『24時間テレビ 「愛は地球を救う」』新潟ローカル司会
- 日テレ(日本テレビ)
  - 『欽ちゃんの仮装大賞』テレビ新潟代表(1998年1月1日、当時の同局女子アナ数名で一緒に出演。)
  - 『恋のから騒ぎ』女子アナスペシャル　テレビ新潟代表
- ミヤギテレビ
  - 『ネットワーク・7』テレビ新潟リポーター

など

### フリー以降
- 『24時間テレビ 「愛は地球を救う」』新潟ローカル　長岡会場イベント司会（テレビ新潟。2007年から毎年(8月)）
- 静岡第一テレビ「静岡○ごとワイド」リポーター（2007年4月～2008年）
- レインボータウンFM「大江戸ワイド　スーパーアフタヌーン」ナビゲーター（2008年4月2日～2013年3月27日の毎週水曜日担当）
- レインボータウンFM「Radio JUKEBOX」臨時ナビゲーター（2009年9月8日、DJキノポップの夏休みによるピンチヒッター出演）
- TeNY30周年特別番組「TeNY博だよ!新潟一番!!」第2部(2010年11月20日、フリー後古巣のTeNYの番組上では初復帰出演。)

など

## 放送以外での主な活動
- 『ドッグライフ』WEBページのインタビューに出演
- 日テレ新人アナウンサー研修講師（災害報道）
- 放送外での、テレビ新潟主催の一部のイベントの司会。(「ジュニアサイエンスアカデミー」（テレビ新潟、東京電力柏崎刈羽原子力発電所の共同主催）など)
- 婚礼司会

など